# Aplogompha riofrio
Aplogompha riofrio là một loài bướm đêm trong họ Geometridae.